# Куриловский сельский совет (Харьковская область)
Куриловский сельский совет — входит в состав 
Купянского района Харьковской области
Украины.
Административный центр сельского совета находится в 
селе Куриловка
.

## История
- 1923 — дата образования.

## Населённые пункты совета
- село Куриловка
- село Новоосиново
- посёлок Песчаное
- село Подолы